# Bistum Elphin
Das Bistum Elphin (ir.: Deoise Ail Finn, lat.: Dioecesis Elphinensis) ist eine in Irland gelegene römisch-katholische Diözese mit Sitz in Sligo.

## Geschichte
Das Bistum Elphin wurde im Jahre 450 durch Papst Leo den Großen errichtet. 1150 wurde das Bistum Elphin dem Erzbistum Tuam als Suffraganbistum unterstellt.
Am 16. Februar 2025 verfügte Papst Franziskus die Vereinigung des Bistums Elphin in persona episcopi mit dem Bistum Achonry. Bischof der so vereinigten Bistümer wurde der Bischof von Elphin, Kevin Doran.

## Einzelnachweise

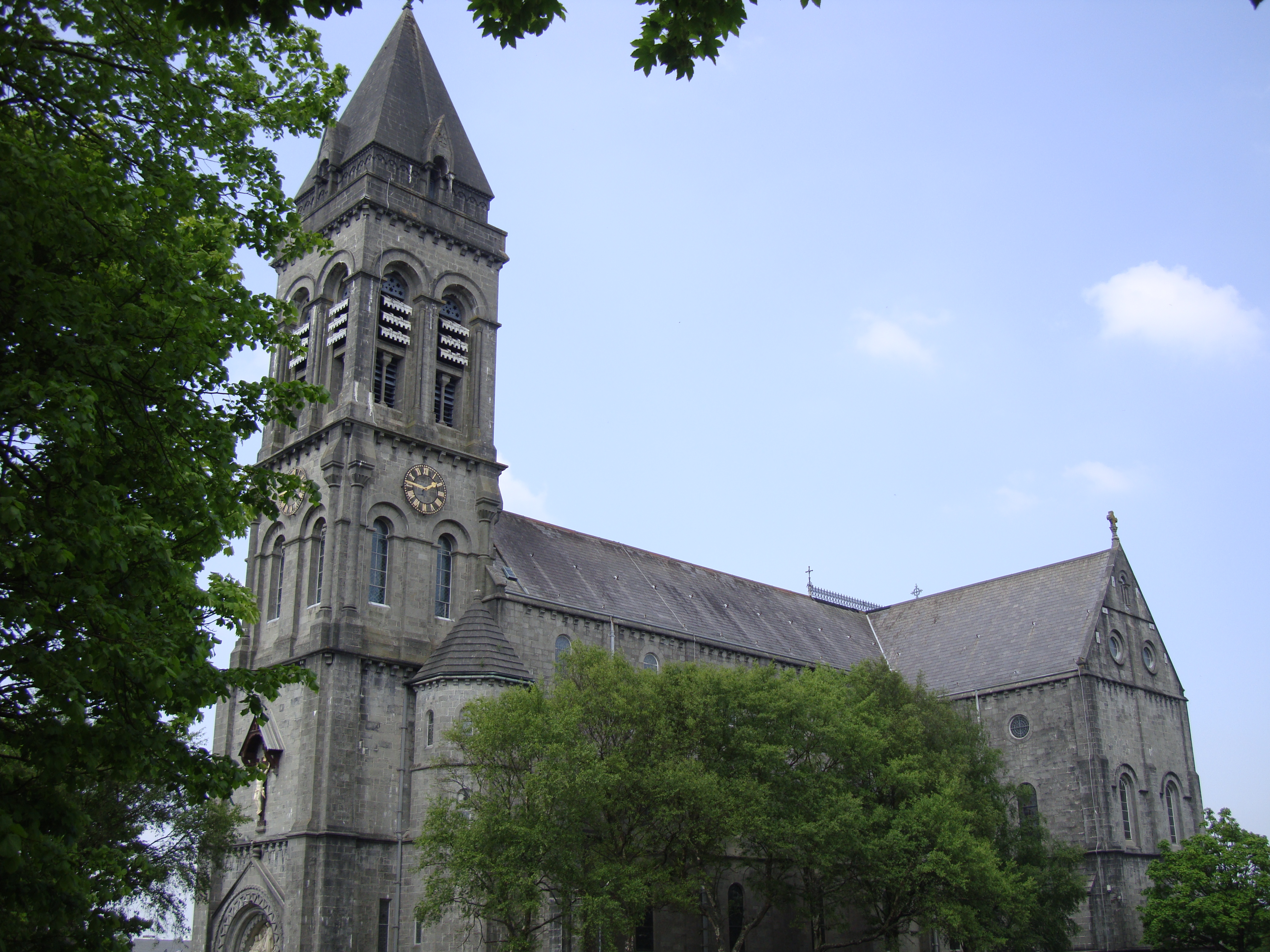
Kathedrale Immaculate Conception in Sligo